# فاني باريوس
فاني باريوس (بالإسبانية: Fannie Barrios) هي لاعبة كمال أجسام فنزويلية، ولدت في 30 مايو 1964 في كاراكاس في فنزويلا، وتوفيت في 7 أغسطس 2005 بسبب سكتة.